# Болджурова, Ишенгуль Садыковна
Ишенгуль Садыковна Болджурова (кирг. Ишенкүл Садыковна Болжурова; род. 22 декабря 1951, с. Тасма, Тюпский район, Иссык-Кульская область, Киргизская ССР, СССР) — кыргызстанский учёный и государственный деятель, кандидат исторических наук, доктор педагогических наук, специалист по истории Кыргызстана XX века, ректор Бишкекского гуманитарного университета (1994—2002), министр образования и культуры Кыргызской Республики (2002—2004), Чрезвычайный и Полномочный посол КР в Республике Беларусь, странах Балтии и при уставных органах СНГ (2009—2010).

## Биография
В 1973 году окончила исторический факультет Киргизского государственного университета (КГУ) по специальности — преподаватель истории и обществоведения. В 1977 году окончила аспирантуру МГУ им. М. В. Ломоносова.
Работала преподавателем КГУ, учёным секретарём Института истории Академии наук Киргизской ССР, старшим научным сотрудником Института истории партии при ЦК Коммунистической партии Кыргызстана, доцентом Кыргызского женского педагогического института, проректором по науке Государственного института языков и гуманитарных наук, ректором Бишкекского гуманитарного университета, в 2002 году была назначена на должность министра образования и культуры КР.
В 2009 году Ишенгуль Болджурова была назначена Чрезвычайным и Полномочным Послом Кыргызстана в Республике Беларусь.
После апрельский событий в Кыргызстане Ишенгуль Болджурова провела в Минске пресс-конференцию и призвала международное сообщество поддержать исторический выбор кыргызского народа и Временное правительство.
Последние годы Ишенгуль Болджурова — советник ректора КРСУ и председатель Общественного совета МИД КР.

## Основные работы
Автор белее 120 научных работ. Под её руководством защищены две кандидатские диссертации.
- «Колхозное крестьянство Киргизии в условиях развитого социализма». Фрунзе, «Илим», 1985.
- «Возрастание руководящей роли КПСС в развитии современных социальных процессов на селе». Фрунзе, «Кыргызстан», 1985
- «История Киргизской ССР», т. 4, гл. 4, параграф 5. Фрунзе, «Кыргызстан», 1990
- «Краткая история манасоведения» (в соавторстве), Бишкек, 1998
- «Не заблудиться в лабиринтах истории». Бишкек, «Шам», 2001
- «Образование в Кыргызстане: история, проблемы и достижения» / И. С. Болджурова. Бишкек : Изд-во «Имак Офсет» , 2018
- «Очерки истории советской дипломатии Киргизии (1921—1991 годы): учебное пособие» / И. С. Болджурова, Ж. К. Боконбаева. Допущено Министерством образования и науки КР. Бишкек : Изд-во КРСУ , 2018
- «Кыргызская государственность (Сборник документов и материалов): для системы образования Кыргызстана» / Под ред. И. С. Болджуровой. Бишкек: КТМУ , 2002
- «Введение в историю кыргызской государственности: курс лекций».

## Семейная жизнь
Ишенгуль Болджурова родилась в многодетной семье, старшая из 10 детей. Отец участник Великой Отечественной войны Она замужем. Муж — Кулубек Боконбаев — экс-министр экологии Кыргызской Республики, член-корреспондент НАН КР. В архивах столицы Финляндии Хельсинки он обнаружил снимки алайской царицы Курманжан датки.
У Ишенгуль Болджуровой двое дочерей. Жаныл Боконбаева и Айжан Боконбаева.

## Награды и звания
- Медаль «Данк» (24 ноября 2001 года) — за заслуги в области образования[4]
- Орден Дружбы (25 июля 2006 года, Россия) — за большой вклад в укрепление дружбы и сотрудничества между Российской Федерацией и Киргизской Республикой[5]
- Заслуженный работник образования Кыргызской Республики (30 сентября 1997 года) — за заслуги в области образования[6]
- Почётный профессор Казахского государственного университета международных отношений и мировых языков им. Абылай-хана (2001)